# Каюров, Антон Всеволодович
Антон Всеволодович Каюров (27 апреля 1970, Ленинград) — российский футболист, защитник, игрок в мини-футбол.
Воспитанник футбольной школы «Смена» Ленинград, тренер Юрий Иосифович Кантор. За «Смену» в 1991 году играл в первенстве КФК, в 1992 году во второй лиге в 13 матчах забил два гола. В 1993—1994 годах выступал во второй лиге за «Эрзи» Петрозаводск. В 1993 году сыграл 9 матчей, в 1994 — в 14 аннулированных играх забил один гол.
В мини-футболе играл за петербургские клубы «Полесье»/«Зенит» (1994/95 — первая лига, 1995/96 — высшая лига; 27 игр, 8 голов) и АСАБ (2000/01 — 2001/02).